# マダガスカル計画
マダガスカル計画（マダガスカルけいかく、独: Madagaskarplan、英: Madagascar Plan）とは、ナチス政権下のドイツにより立案された、ヨーロッパのユダヤ人をマダガスカル島へ移送する計画である。

## 発端
ヨーロッパのユダヤ人がマダガスカル島に脱出するという考えはナチス独自のものではない。19世紀ドイツの東洋学者で反ユダヤ主義者でもあったパウル・ド・ラガルドにより1885年に提唱されたものが初であり、1920年代にはヘンリー・ハミルトン・ビーミッシュ、アーノルド・リースその他によって取り上げられている。
1904年から1905年にかけて、イギリス政府はシオニストグループに対し、アフリカ中央部のウガンダ（今日のケニアを含む）へのユダヤ人の移住を打診している。この英領ウガンダ計画はシオニストの間で真剣に議論されたものの、結局実行に移されることはなかった。イズレイル・ザングウィルらは「約束の地」での国家建設にこだわるシオニストから袂を分かち、現実的にユダヤ人が定住でき、かつ国家、少なくとも自治地域の建設ができる地域を世界中の候補地から探すべきだとする領土主義を提唱することになる。

## ナチス・ドイツにおける計画の具体化
ナチス政権下のドイツの指導者たちもやがてこのアイディアに注目するようになり、1938年、アドルフ・ヒトラーにより計画は正式に裁可された。1940年5月、ハインリヒ・ヒムラーは彼の「東方の異人種の取り扱いについての意見」に基づき、次のように宣言した。「全てのユダヤ人をアフリカやその他植民地に大規模に移住させるという可能性を以ってしてユダヤ人の存在証明は完全に消え去るだろうと私は望んでいる。」

### 立案開始
マダガスカル計画についての議論は、1938年からユリウス・シュトライヒャー、ヘルマン・ゲーリング、アルフレート・ローゼンベルク、ヨアヒム・フォン・リッベントロップなどをはじめとする有名なナチの指導者、イデオローグらにより議題に挙げられていたが、具体化に動き始めたのは1940年になってからである。同年5月初旬よりドイツはフランスへの全面侵攻を開始し、6月25日にはこれを降伏に追い込んだ。ナチス党員でありドイツ外務省の外交官であったフランツ・ラーデマッハーはフランスとの講和条約の条項の一つとして、フランスがヨーロッパからのユダヤ人の移住先としてマダガスカルに利用可能な居留地を建設することを提案した。

### ラーデマッハーによる計画
先だってラーデマッハーはドイツ外務省ユダヤ人担当課（"Referat D III der Abteilung Deutschland"＝ドイツ局第三課）の長に任じられており、6月3日に彼が外務省の上司マルティン・ルターへ作成した覚書には「望ましい解決策は全てのユダヤ人をヨーロッパから追い出すことだ」とまで断言していた。ラーデマッハーは、マダガスカルへ移送されるユダヤ人からは市民権を奪い、ヴィシー・フランス統治下のマダガスカル委任統治領の住民になるべきだと考えていた。このことによって、パレスチナにおけるユダヤ国家の建設を防げると考えていた。ラーデマッハーはさらに、ユダヤ人がマダガスカルへ移送されたならば、彼らは「アメリカにおけるユダヤ人の将来の良き振る舞い」を保証するための人質として利用できるだろうと考えていた。
6月3日の覚書を受け取ると、ルターは外務大臣のリッベントロップにこの議題を提案した。6月18日、リッベントロップに加えヒトラー自身がベニート・ムッソリーニにこの計画を語った。6月20日、ヒトラーは海軍総司令官のエーリヒ・レーダーにマダガスカル計画を直接伝えた。
ラーデマッハーはこの計画への費用を捻出するため、ヨーロッパのユダヤ人の全資産を最終的に整理するであろう銀行設立まで想定していた。ユダヤ人はマダガスカルとナチスが許可したヨーロッパの特定地域を除き金融取引を許可されず、その仲介に当たるのがこの銀行とされた。四カ年計画を推進するゲーリングのオフィスはマダガスカル計画の経済管理を指導すると考えられた。
加えて、ラーデマッハーは他の政府機関の役割を見越していた。リッベントロップの外務省はマダガスカルの支配権をドイツに委譲する結果となるようフランスとの講和条約を交渉するよう期待された。また外務省はヨーロッパのユダヤ人を取り扱うその他の条約を作成する役割を果たす。ヨーゼフ・ゲッベルス率いる宣伝省は本計画の情報部門を担当し、本政策に関連する国内外の情報をコントロールする。総統官房のヴィクトル・ブラックは移送を指揮する。SSはヨーロッパからのユダヤ人の放逐を続行し、最終的にはマダガスカル島を警察国家として統治する。第三帝国はバトル・オブ・ブリテンに勝利し、アシカ作戦の成功でグレートブリテン島へ侵攻しこれを征服する、イギリス艦隊はドイツに接収されマダガスカルへのユダヤ人の移送に利用される。計画はこれらのことが実現するのを前提で立案されていた。

### 親衛隊による介入
ドイツ占領地域からユダヤ人の排除を指揮監督するため、1939年にゲーリングによってユダヤ人移住中央本部の本部長に任じられた国家保安本部長官のラインハルト・ハイドリヒは、マダガスカル計画が動き始めたことを知るや、リッベントロップにこの計画は親衛隊の管轄であると熱心に主張した。こうして親衛隊国家保安本部でユダヤ人の追放政策を担当していたアドルフ・アイヒマンも計画に参加するようになった。8月15日、アイヒマンはReichssicherheitshauptamt: Madagaskar Projekt（国家保安本部: マダガスカル計画）と名付けられた草案を公開した。この草案では、1年に100万人のユダヤ人を再定住させそれを4年以上続けることが要求された。同時にヨーロッパ中にいかなるユダヤ人も抑留しておくという考えは捨て去られ、親衛隊が計画の全面的なコントロールにあたるとされた。例えばドイツ以外の国はドイツがマダガスカルにおいて、ユダヤ人住民の「自治権」を与えるものとの見方を望んでいたが、アイヒマンは島の統治のために創設される全てのユダヤ人団体をSSの管理監督下に置くことを草案ではっきりと述べていた。

### 反響
多くのナチ高官、とりわけハンス・フランクなどポーランド総督府（ポーランド占領地のうちドイツ本国に組み込まれなかった残部を統治する）当局は、収容能力に限界があるゲットーにこれ以上ユダヤ人を追放するよりもはるかに望ましいとして、400万人のユダヤ人を強制的にマダガスカルに再定住させる見方を持っていた。7月10日の時点でポーランド各地からゲットーへの全ての移送、ワルシャワ・ゲットーの建設は一時中断させられていた。いずれも不必要であると思われたからである。

## 最終的な破棄
1940年8月にラーデマッハーはリッベントロップに対し、本計画を強固なものとするための専門家集団の編成を開始するため外務省にて会合を開くよう嘆願しているが、リッベントロップはこれを無視した。同じようにアイヒマンの草案もハイドリヒの承認を得られず放置された。やがてワルシャワ・ゲットーの工事も再開され10月に完成し開設された。ドイツ占領地域からポーランド総督府へのユダヤ人の追放も1940年の秋後半から1941年の春にかけて再び続けられた。
バトル・オブ・ブリテンの間のイギリスの抵抗と同年9月までにイギリスに迅速に勝利することに失敗したことで、ドイツの計画は完全に失敗に終わった。イギリスの海上輸送力をユダヤ人排除に利用するというドイツの思い通りにはならなかった。ドイツの海軍力では到底制海権を握ることは出来ず、そして戦争はいつまでも続いていた。「ゲットーを超える存在」としてマダガスカルを言及することはその後数ヶ月間、時折ある程度だったが、とうとう12月初旬に本計画は完全に破棄された。また、1941年6月からの独ソ戦において、同年中にはソ連軍の抵抗により東方への進出も止まり、ユダヤ人をポーランドやロシア占領地域からさらに東方へ追放することも事実上不可能となった。それらの結果が、領内ユダヤ人の絶滅を目指すことによって最終解決を図る、1942年1月のヴァンゼー会議につながっていく。1942年11月にはイギリス軍と自由フランス軍がヴィシー・フランス軍からマダガスカルを奪取したことで、この計画の議論は事実上すべて終焉を迎えた。
なお万が一この計画が実行に移された場合、到底受け入れ不可能な数のユダヤ人を押し付けられたマダガスカル島の現地社会には破滅的な経済破綻、物資不足、飢餓が横行したであろうと予想されるが、ナチス・ドイツでの計画立案から放棄に至る過程にあたって、この点が考慮された形跡は全く存在しない。